# اینترا (نویسنده)
تیران چراکیان (ارمنی: Տիրան Չրաքյան؛ انگلیسی: Diran Chrakian) با نام ادبی اینترا (ارمنی: Ինտրա؛ انگلیسی: Intra؛ ‏ زاده ۱۱ سپتامبر ۱۸۷۵ در کنستانتینوپل - درگذشته ۱۹۲۱ در سیلوان) یک نقاش نویسنده، شاعر و معلم ارمنی بود.

## زندگی‌نامه
وی در کالج بربریان کنستانتینوپل تحصیل نمود. سپس کالج هنری را به پایان رساند جایی که آثار وی توسط ایوان آیوازوفسکی نقاش برجسته ارمنی مورد ستایش قرار گرفت. اینترا به عنوان معلم نیز فعالیت نمود؛ وی مقالات، پژوهش‌های ادبی و یادداشت‌های به رشته تحریر درآورد. وی همچنین عضو برجسته کلیسای ادونتیست‌های روز هفتم در امپراتوری عثمانی بود که در سال ۱۹۱۳ به این کلیسا پیوست. وی کتاب‌های خویش "دنیای درونی" (Ներաշխարհ, مقالات، ۱۹۰۶) و "جنگل درختان سرو" (Նոճաստան, غزلیات ۱۹۰۸) را با نام ادبی "اینترا امضاء می‌نمود. پس از وقایع نسل‌کشی ارمنی‌ها در سال ۱۹۱۵ توسط حکومت ترکان جوان عثمانی، اینترا نیز هدف خویش را از دست داد. به مانند یک آواره در میان استان‌های عثمانی ره می‌پیمود و عشق و یگانگی را موعظه می‌کرد. در سال ۱۹۲۱ توسط مقامات تُرک تبعید شد وی در مسیر تبعید شکنجه و کشته شد.